# Slaget på Storsjöns is
Slaget på Storsjöns is var det slag som utkämpades mellan det fria Jämtland och Sverre Sigurdsson och hans birkebeinar år 1178 i mars månad mellan Sunne och Andersön på Storsjön, som då var isbelagd.
Redan år 1177 tågade Sverre genom Jämtland för att erövra Trondheim, utan motstånd från jämtarna. När han sedan återvände året efter från Hälsingland hade jämtarna och deras hövding samlat en här på 1 200 man i Östjämtland för att dräpa honom, Sverre hade själv 100 man. När Sverre och birkebeinarna kom till sundet mellan Andersön och fastlandet under natten trängde jämtarna fram från alla håll och kanter. En stor strid inleddes men det var så mörkt att alla hade svårt att se. Sverre och hans manskap drog sig undan medan jämtbönderna slogs mot varandra. När gryningen kom märkte jämtarna att de dräpte sina bröder, birkebeinarna attackerade då på nytt och jämtarna vek tillbaka, 100 man dog och fler blev sårade. När Sverre sände bud efter hela sin här gav jämtarna upp och Jämtland införlivades i Norge. Sverre instiftade då en skatt, sunnemål som skulle betalas. Som botgöring lät Sverre jämtarna bygga en kyrka och kapell med en närliggande kastal i Sunne vid Lillsundet där slaget stod. Kvar och konserverade är ruinerna efter kyrkan och kastalen. Sunne kyrkoruin är ett byggnadsminne, och finns intill landsvägen mot Andersön cirka 500 meter norr om dagens Sunne kyrka.